# Allora ciao
Allora ciao è un singolo del rapper italiano Shade, pubblicato il 10 gennaio 2020.

## Descrizione
L'uscita di Allora ciao è stata anticipata dall'artista, senza confermare però ufficialmente né nome né data, sui suoi profili social con la pubblicazione di diverse storie con l'emoticon di una bussola. La data di uscita è stata resa nota il 2 gennaio 2020 con la pubblicazione di una foto dell'artista dove quest'ultimo anticipava anche le iniziali del singolo, invitando i suoi fan ad indovinare il titolo completo in modo da ricevere un'anteprima della canzone in privato.
Per annunciare il titolo, l'artista ha pubblicato il 7 gennaio 2020 sul suo canale YouTube Passato Vs futuro (Rap Battle), video parodistico di Ritorno al futuro che vede un freestyle tra lo Shade del 2012 e quello del 2020.

## Tracce
Testi di Vito Ventura e Fabio Pizzoli, musiche di Eugenio Maimone, Federico Mercuri, Giordano Cremona, Jaro e Leonardo Grillotti.
1. Allora ciao – 2:46

## Formazione
Musicisti
- Shade – voce
- Achille De Rango – cori
- Anna Castiglia – cori
- David Pippia – cori
- Elisa Sgubbi – cori
- Giordana Di Mauro – cori
- Luca Marzano – cori
- Marica Ricci – cori
- Michael Pagliaro – cori
- Tony De Gruttola – direttore cori, registrazione voci
- Icaro Tealdi – registrazione voci

Produzione
- Itaca – produzione
- Jaro – produzione, registrazione
- Andrea Debernardi – mastering, missaggio

## Classifiche
| Classifica (2020) | Posizione massima |
| ----------------- | ----------------- |
| Italia            | 27                |